# 兰斯顿·加洛韦
蘭斯頓·加洛韋（Langston Galloway，1991年12月9日—），美國籃球運動員，現效力NBA G聯盟科利奇帕克天鹰。2014年參加NBA選秀會落選後，在夏季聯賽中為紐約尼克出戰、並在新賽季加入紐約尼克的發展聯盟球隊威斯特徹斯特尼克。
2015年初，成為紐約尼克第一位從威斯特徹斯特尼克召上的球員，因表現出色而成功轉正合約打完賽季。季後入選該年新秀第二隊，是紐約尼克第一個進入年度新秀隊的落選秀。

## 職業生涯

### 紐約尼克時期
加洛韋在2014年選秀會上落選，之後為紐約尼克出戰夏季聯賽。在賽季開始時效力於尼克直屬發展聯盟球隊威斯特徹斯特尼克。
2015年1月7日，獲得了紐約尼克的十日短約，成為尼克首次從旗下發展聯盟球隊召上的球員。期間表現出色獲得青睞，和尼克簽下兩年合約。在球季末段對陣該季東區第一亞特蘭大老鷹的比賽中，單場三分球6投6中拿下26分為當時生涯最高分，並且幫助球隊取勝。
2015-16賽季，尼克希望加洛韋能成為合格的控球後衛，但加洛韋的打法更偏向得分後衛。本季完成了全勤出賽，但平均上場時間銳減。
2016年休賽季，尼克為了衝擊季後賽大力補強，沒有給予加洛韋期待的複數年續約。加洛韋在休賽季轉投家鄉球隊新奥尔良鹈鹕。

### 新奥尔良鹈鹕時期
2016年休賽季，加洛韋轉投家鄉球隊紐奧良鵜鶘隊。
2017年2月20日，在德馬庫斯·卡森斯交易案中被交易到沙加緬度國王。

### 沙加緬度國王時期
2017年2月20日，被交易至沙加緬度國王。

### 底特律活塞時期
2017年休賽季，和底特律活塞簽約。
2018-19賽季，加洛韋表現平凡。活塞以東區第八之姿闖進季後賽。
2019年季後賽，活塞在第一輪以4比0遭到密爾瓦基公鹿橫掃。加洛韋在防守端交出了出色數據、但在進攻端效率低落。
2019-20賽季，加洛韋打出了生涯效率最好的賽季。在2019年11月一場對陣夏洛特黃蜂的比賽中三分球11投7中，全場拿下32分是生涯最高。
隨著合約到期，在2020年休賽季獲得鳳凰城太陽青睞。

### 鳳凰城太陽時期
2020年休賽季，和鳳凰城太陽簽約。
2020-21賽季，由於太陽處於爭冠狀態，沒有獲得太多上場時間。整季出賽40場、場均11分鐘。
2021年季後賽，太陽在季後賽中闖進總冠軍賽，以4比2敗給密爾瓦基公鹿。加洛韋在季後賽中僅出賽兩場，幾乎沒有獲得上場時間跟數據。
2021年休賽季成為自由球員，乏人問津。直到9月才和金州勇士簽約。

### 金州勇士時期
2021年9月，和金州勇士簽約。
2021年10月，在賽季開始之前被解雇，成為自由球員。

### 布魯克林籃網時期
2021年12月，和布魯克林籃網簽下十天短約。在第一份十天短約結束後獲得第二份十天短約。
2022年1月，第二份十天短約結束後沒有被籃網留下，重新成為自由球員。

### 密爾瓦基公鹿時期
2022年1月，和密爾瓦基公鹿簽下十天短約。在第一份十天短約結束之後並沒有獲得第二份十天短約，成為自由球員。

## 特色
加洛韋起初以防守和拚勁被球迷所注意到，能夠看見其飛撲救球的畫面。

### 生涯數據
| 賽季    | 球隊     | GP  | GS | MPG  | FG%  | 3P%  | FT%  | RPG | APG | SPG | BPG | PPG  |
| ------- | -------- | --- | -- | ---- | ---- | ---- | ---- | --- | --- | --- | --- | ---- |
| 2014–15 | 紐約尼克 | 45  | 41 | 32.4 | .399 | .352 | .808 | 4.2 | 3.3 | 1.2 | .3  | 11.8 |
| 2015–16 | 紐約尼克 | 82  | 7  | 24.8 | .393 | .344 | .754 | 3.5 | 2.5 | .9  | .3  | 7.6  |
| 生涯    |          | 127 | 48 | 27.5 | .396 | .348 | .776 | 3.8 | 2.8 | 1.0 | .3  | 9.1  |

## 外部連結
- 兰斯顿·加洛韦在NBA（英语）
- 兰斯顿·加洛韦在Basketball-Reference.com（NBA）（英语）
- 兰斯顿·加洛韦在Basketball-Reference.com（NBA G聯盟）（英语）
- 兰斯顿·加洛韦在Sports-Reference.com（NCAA）（英语）
- 兰斯顿·加洛韦在ESPN（NBA）（英语）
- 兰斯顿·加洛韦在Eurobasket.com（球員）（英语）
- 兰斯顿·加洛韦在Proballers（英语）
- 兰斯顿·加洛韦在RealGM（英语）